# ایمان موسوی
سیدایمان موسوی (زاده ۱۶ بهمن ۱۳۶۷ در شهر گچساران) بازیکن سابق فوتبال اهل ایران است.
وی سابقه عضویت در تیم‌های فجرسپاسی شیراز، نفت تهران، استقلال تهران، گسترش فولاد، فولاد خوزستان، سیاه‌جامگان، گل ریحان البرز و ذوب‌آهن،
شمس آذر قزوین را در کارنامه دارد. 

## افتخارات
- قهرمانی لیگ برتر ایران ۱۳-۲۰۱۲ به همراه استقلال تهران